# Tremezzo
Tremezzo (lombardul: Tremezz) település Olaszországban, Lombardia régióban, Como megyében. Varenna, Lierna, Bellagio, Menaggio, Limonta és Tremezzo alkotja a Comói-tó központi földrajzi területét, amelyet a Comói-tó legikonikusabb és legexkluzívabb részeként tartanak számon, és csak azokat a falvakat foglalja magában, amelyekről kilátás nyílik a Bellagio-félszigetre. Lakosainak száma 1238 fő (2013. december 31.).

## Népesség
A település lakossága az elmúlt években az alábbi módon változott:

| 2013 | 1 238 |